# Patrick Reed
Patrick Nathaniel Reed (San Antonio, Texas, Estados Unidos, 5 de agosto de 1990) es un golfista estadounidense que se ha destacado profesionalmente en el PGA Tour. Ha logrado 9 victorias en dicho circuito. Su victoria más importante hasta la fecha es la lograda en el Masters de Augusta en 2018. Asimismo, ha vencido en el WGC-Campeonato Cadillac en dos ocasiones (2014 y 2020).

## Victorias como profesional (9)

### PGA Tour (9)
| Núm. | Fecha                 | Torneo                      | Puntuación ganadora | A par | Margen de victoria | Subcampeones                                                             |
| ---- | --------------------- | --------------------------- | ------------------- | ----- | ------------------ | ------------------------------------------------------------------------ |
| 1    | 18 de agosto de 2013  | Wyndham Championship        | 65-64-71-66=266     | −14   | Playoff            | Jordan Spieth                                                            |
| 2    | 19 de enero de 2014   | Desert Classic              | 63-63-63-71=260     | −28   | 2 golpes           | Ryan Palmer                                                              |
| 3    | 9 de marzo de 2014    | WGC-Campeonato Cadillac     | 68-75-69-72=284     | −4    | 1 golpe            | Jamie Donaldson Bubba Watson                                             |
| 4    | 12 de enero de 2015   | Tournament of Champions     | 67-69-68-67=271     | −21   | Playoff            | Jimmy Walker                                                             |
| 5    | 28 de agosto de 2016  | The Northern Trust          | 66-68-71-70=275     | −9    | 1 golpe            | Emiliano Grillo Sean O'Hair                                              |
| 6    | 8 de abril de 2018    | Masters de Augusta          | 69-66-67-71=273     | −15   | 1 golpe            | Rickie Fowler                                                            |
| 7    | 11 de agosto de 2019  | The Northern Trust (2)      | 66-66-67-69=268     | −16   | 1 golpe            | Abraham Ancer                                                            |
| 8    | 23 de febrero de 2020 | WGC-Campeonato Cadillac (2) | 69-63-67-67=266     | −18   | 1 golpe            | Bryson DeChambeau                                                        |
| 9    | 31 de enero de 2021   | Abierto de San Diego        | 64-72-70-68=274     | −14   | 5 golpes           | Tony Finau Viktor Hovland Henrik Norlander Ryan Palmer Xander Schauffele |

### European Tour (3)
| Núm. | Fecha                 | Torneo                      | Puntuación ganadora | A par | Margen de victoria | Subcampeones                 |
| ---- | --------------------- | --------------------------- | ------------------- | ----- | ------------------ | ---------------------------- |
| 1    | 9 de marzo de 2014    | WGC-Campeonato Cadillac     | 68-75-69-72=284     | −4    | 1 golpe            | Jamie Donaldson Bubba Watson |
| 2    | 8 de abril de 2018    | Masters de Augusta          | 69-66-67-71=273     | −15   | 1 golpe            | Rickie Fowler                |
| 3    | 23 de febrero de 2020 | WGC-Campeonato Cadillac (2) | 69-63-67-67=266     | −18   | 1 golpe            | Bryson DeChambeau            |

## Resultados en Majors
| Torneo               | 2014 | 2015 | 2016 | 2017 | 2018 | 2019 | 2020 |
| -------------------- | ---- | ---- | ---- | ---- | ---- | ---- | ---- |
| Masters de Augusta   | CUT  | T22  | T49  | CUT  | 1    | T36  | T10  |
| Campeonato de la PGA | T58  | T30  | T13  | T2   | CUT  | CUT  | T13  |
| U. S. Open           | T35  | T14  | CUT  | T13  | 4    | T32  | T13  |
| Abierto Británico    | CUT  | T20  | T12  | CUT  | T28  | 10   | NT   |

(LA) = Mejor Amateur
CUT = No pasó el corte
"T" = Empatado con otros
Ret. = Retirado
ND = No Disputado
Fondo verde indica victoria. Fondo amarillo, puesto entre los diez primeros (top ten).

## Apariciones en Equipo
Profesional
- Ryder Cup (representando a USA): 2014, 2016 (ganadores), 2018
- Copa de Presidentes (representando a USA): 2015 (ganadores), 2017 (ganadores), 2019 (ganadores)

| 2014 | 2016 | 2018 | Total |
| ---- | ---- | ---- | ----- |
| 3.5  | 3.5  | 1    | 8     |